# Trichopodus poptae
Гурамі Попти (Trichopodus poptae) — тропічний вид лабіринтових риб з родини осфронемових (Osphronemidae). Був описаний 2014 року на основі зразків, зібраних в басейні річки Барито (індонез. Sungai Barito) на півдні острова Калімантан, Індонезія, провінція Південний Калімантан. Отримав назву на честь нідерландської жінки-іхтіолога Канни Марії Луїзи Попти (1860—1929) за її значний внесок у таксономію прісноводних риб острова Калімантан.
Як і всі представники роду трихопод, T. poptae має високе, овальне, стиснуте з боків тіло, довгий анальний плавець і дуже довгі ниткоподібні черевні плавці. Останні мають спеціальні рецептори, завдяки яким вони виконують роль органу дотику й смаку. Черевні м'язи цих риб також модифіковані й забезпечують рух черевних плавців у будь-якому напрямку, в тому числі й уперед. Серед інших, спільних з найближчими родичами рис, слід назвати побудову гнізда з піни для відкладання ікри і наявність лабіринтового органу (додаткового органу дихання, який дозволяє рибам отримувати кисень з атмосферного повітря).
Максимальна стандартна (без хвостового плавця) довжина досліджених зразків становила 66,1 мм, а загальна довжина 137,9-149,4 % стандартної, тобто близько 95 мм. Довжина голови становить близько третини стандартної довжини, морда гостра, рот верхній, дуже маленький, але здатний висовуватись. Формула плавців: анальний XIII—XV, 25-27, спинний VI—VII, 8-9, хвостовий 7-8, 8, черевні I, 2-4, грудні 9-10. Спинний плавець трохи відсунутий назад за середину тіла, анальний починається попереду спинного, йде майже вздовж всього тіла й закінчується біля хвостового плавця. Довжина черевних плавців в 1,4 рази перевищує стандартну довжину. Хвостовий плавець вирізаний, грудні округлі. Бічна лінія може бути як повною, так і перериватись, містить 34-38 лусок. Кількість хребців: 9-10+21-22=30-31.
Єдиним помітним елементом забарвлення цих риб є чорна пляма на хвостовому стеблі.